# Julio Coll
Julio Coll (Camprodon, 7 aprile 1919 – Madrid, 17 gennaio 1993) è stato un regista e sceneggiatore spagnolo.

## Biografia
Julio Coll Claramunt ha scritto la sceneggiatura di oltre 30 film tra il 1947 e il 1971 di cui ne ha diretti ben 15. È entrato nel mondo del cinema come sceneggiatore del regista Ignacio F. Iquino. Nel 1956 debutta alla regia con il film Nunca es demasiado tarde ma diventerà famoso per la regia di Distrito quinto, Un vaso de whisky, Los cuervos, Jandro, Fuego e L'araucana, massacro degli dei.
Nel 1972 è stato membro della giuria del 22º Festival Internazionale del cinema di Berlino.

## Filmografia parziale

### Regia e sceneggiatore
- Nunca es demasiado tarde  (1956)
- La cárcel de cristal (1957)
- Distrito quinto (1958)
- Un vaso de whisky (1959)
- El traje de oro (1960)
- Los cuervos (1961)
- La cuarta ventana (1963)
- Los muertos no perdonan (1963)
- Jandro (1965)
- Sette killers a caccia del prof. 'Z' (1966)
- La familia Colón (1967) - serie TV

- Il sapore della vendetta (1968)
- L'araucana, massacro degli dei (1971)

### Regia
- Crónicas de un pueblo (1971-1972) - serie TV

### Sceneggiatore
- Noche sin cielo, regia di Ignacio F. Iquino (1947)
- El ángel gris, regia di Ignacio F. Iquino (1947)
- Despertó su corazón, regia di Jerónimo Mihura (1949)
- Mercado prohibido, regia di Javier Setó (1952)
- Plaza de Toros, regia di Ladislao Vajda (1956)